# Pieter Bruegelmonument
Het Pieter Bruegelmonument is een gedenkteken in Breugel ter nagedachtenis aan de schilder Pieter Bruegel de Oude.

## Achtergrond
De Vlaamse schrijver Felix Timmermans deed onderzoek naar het leven van Pieter Bruegel. Hij nam het initiatief om ter gelegenheid van het 400e geboortejaar van de schilder in diens (vermoedelijke) geboorteplaats Breugel een monument op te richten. Het eenvoudige gedenkteken werd ontworpen door de architect A.J. Kropholler, het werk werd uitgevoerd bij de Tilburgse Firma L. Petit. 
Op 9 oktober 1926 werd een viering in de Sint-Genovevakerk gehouden, waarbij het Te Deum werd gezongen. Vervolgens werd het monument op het Pieter Breugelplein onthuld door jhr. mr. Alexander van Sasse van Ysselt, voorzitter van het Provinciaal Genootschap van Kunsten en Wetenschappen.
In 1996 werd tegenover het Pieter Brueghelplein een bronzen borstbeeld van Bruegel onthuld, dat werd gemaakt door Jan Couwenberg.

## Beschrijving
Het monument bestaat uit een staande hardstenen zuil met -aanvankelijk verguld- opschrift 

AAN ZIJN GROOTEN ZOON
PIETER BREUGEL DEN OUDE
 SCHILDER BIJ UITNEMENDHEID VAN BRABANTS LAND EN VOLK
HET HERDENKEND BREUGEL
±1515 – 1569

## Waardering
Het gedenkteken werd in 2002 als rijksmonument in het Monumentenregister opgenomen. "Het gedenkteken is van algemeen belang. Het heeft cultuurhistorische waarde als herinnering aan de wijze waarop in de periode tussen de wereldoorlogen de geschiedenis van de nederzetting als vermeende geboorteplaats van de befaamde schilder Breugel werd benadrukt. Het is van architectuurhistorisch belang in het werk van Kropholler, als uniek voorbeeld van een openbaar gedenkteken. Het is gaaf bewaard gebleven en betrekkelijk zeldzaam als gedenkteken uit het Interbellum."